# Паезана
Паезана (итал. Paesana) је насеље у Италији у округу Кунео, региону Пијемонт.
Према процени из 2011. у насељу је живело 1895 становника. Насеље се налази на надморској висини од 608 м.

## Становништво
Према резултатима пописа становништва 2011. у општини је живело 2.868 становника.
| 1931. | 1936. | 1951. | 1961. | 1971. | 1981. | 1991. | 2001. | 2011. |
| ----- | ----- | ----- | ----- | ----- | ----- | ----- | ----- | ----- |
| 6.140 | 5.026 | 4.814 | 4.120 | 3.629 | 3.291 | 3.182 | 3.072 | 2.868 |